# Масуд Есмаейльпур
Масуд Есмаейльпур (перс. مسعود اسماعیل‌پور جویباری; нар. 6 серпня 1988, місто Джуйбар, провінція Мазендеран, Іран) — іранський борець вільного стилю, срібний та бронзовий призер чемпіонату світу, триразовий переможець та дворазовий призер чемпіонатів Азії, п'ятиразовий переможець кубків світу, чемпіон Азійських ігор, учасник Олімпійських ігор.

## Життєпис
Боротьбою займається з 2001 року. Був чемпіоном світу та Азії 2008 року серед юніорів. Чемпіон Азії 2005 року серед кадетів.
Виступає за борцівський клуб «Хадем». Тренер — Расул Хадем.

## Спортивні результати на міжнародних змаганнях

### Виступи на Олімпіадах
| Змагання                    | Збірна | Вагова категорія          | Місце |
| --------------------------- | ------ | ------------------------- | ----- |
| Літні Олімпійські ігри 2012 | Іран   | вільна боротьба, до 60 кг | 7     |

### Виступи на Чемпіонатах світу
| Змагання                        | Збірна | Вагова категорія          | Місце  |
| ------------------------------- | ------ | ------------------------- | ------ |
| Чемпіонат світу з боротьби 2013 | Іран   | вільна боротьба, до 60 кг | Бронза |
| Чемпіонат світу з боротьби 2014 | Іран   | вільна боротьба, до 61 кг | Срібло |

### Виступи на Чемпіонатах Азії
| Змагання                       | Збірна | Вагова категорія          | Місце  |
| ------------------------------ | ------ | ------------------------- | ------ |
| Чемпіонат Азії з боротьби 2009 | Іран   | вільна боротьба, до 60 кг | Бронза |
| Чемпіонат Азії з боротьби 2010 | Іран   | вільна боротьба, до 60 кг | Золото |
| Чемпіонат Азії з боротьби 2012 | Іран   | вільна боротьба, до 60 кг | Срібло |
| Чемпіонат Азії з боротьби 2014 | Іран   | вільна боротьба, до 61 кг | Золото |
| Чемпіонат Азії з боротьби 2015 | Іран   | вільна боротьба, до 65 кг | Золото |

### Виступи на Азійських іграх
| Змагання           | Збірна | Вагова категорія          | Місце  |
| ------------------ | ------ | ------------------------- | ------ |
| Азійські ігри 2014 | Іран   | вільна боротьба, до 61 кг | Золото |

### Виступи на Кубках світу
| Змагання                    | Збірна | Вагова категорія          | Місце  |
| --------------------------- | ------ | ------------------------- | ------ |
| Кубок світу з боротьби 2009 | Іран   | вільна боротьба, до 60 кг | 5      |
| Кубок світу з боротьби 2012 | Іран   | вільна боротьба, до 60 кг | 5      |
| Кубок світу з боротьби 2013 | Іран   | вільна боротьба, до 60 кг | Золото |
| Кубок світу з боротьби 2014 | Іран   | вільна боротьба, до 61 кг | Золото |
| Кубок світу з боротьби 2015 | Іран   | вільна боротьба, до 65 кг | Золото |
| Кубок світу з боротьби 2016 | Іран   | вільна боротьба, до 61 кг | Золото |
| Кубок світу з боротьби 2017 | Іран   | вільна боротьба, до 61 кг | Золото |

### Виступи на інших змаганнях
| Змагання                                                     | Збірна | Вагова категорія                 | Місце  |
| ------------------------------------------------------------ | ------ | -------------------------------- | ------ |
| Кубок Тахті 2010                                             | Іран   | вільна боротьба, до 60 кг        | Бронза |
| Олімпійський кваліфікаційний турнір з боротьби 2012 (Астана) | Іран   | вільна боротьба, до 60 кг        | Золото |
| Гран-прі Іспанії з боротьби 2012                             | Іран   | вільна боротьба, до 60 кг        | Золото |
| Rumble on the Rails 2013                                     | Іран   | multiple Style Event, до LL60 кг | Золото |
| Гран-прі Парижа з боротьби 2015                              | Іран   | вільна боротьба, до 65 кг        | Срібло |
| Клубний чемпіонат світу з боротьби 2015                      | Іран   | команда                          | Золото |
| Клубний чемпіонат світу з боротьби 2016                      | Іран   | команда                          | Срібло |
| Ігри ісламської солідарності 2017                            | Іран   | вільна боротьба, до 61 кг        | Бронза |
| Київський Міжнародний турнір з боротьби 2018                 | Іран   | вільна боротьба, до 65 кг        | 11     |